# 専門調査員
専門調査員（せんもんちょうさいん）は、特定の分野に関する専門的な調査を行うことを職務とする者の職名として使われる語。公的機関等に置かれる特定の委員会・審議会において専門的な調査を委ねられた者をいう例が多いが、日本の国家機関においては、委嘱されて省の事務を補助する民間専門家や、国会において議員の活動を補佐するために置かれる上級の調査員その他専門的な調査を行う公務員の職名として用いられる。

## 内閣官房における専門調査員
内閣官房においては、内閣官房長官の指示の下、各省の大臣など政務3役の補助を任務とする者を専門調査員と称する。
2009年10月鳩山内閣において、与党の政策担当職員27名が任命された。

## 外務省における専門調査員
外務省においては、外務大臣からの委嘱により在外公館に派遣され、在外公館の一員として日本の外交活動のために、当該国もしくは地域の政治、経済、文化等に関する調査、研究、在外公館の業務の補助等を行うことを任務とする者を専門調査員と称する。
大学院修士課程修了以上の学歴あるいはそれに準じる職歴を有し、委嘱される調査・研究事項に関する研究実績と、委嘱先で使用する言語に関する語学力を有する者が専門調査員として派遣される。大学院修士課程在学中に応募できる国もある。募集は春と秋の年二回行われ、派遣先によって実際の派遣時期は異なる。国際交流サービス協会が試験と面接によって委嘱者を決定する。派遣期間は、原則2年間とされている。

## 文部科学省における専門調査員
文部科学省においては、同省の施設等機関である国立教育政策研究所と科学技術政策研究所に見られる。
国立教育政策研究所における専門調査員は、同研究所の社会教育実践研究センターに置かれる職員の職名である。
科学技術政策研究所では、同研究所の科学技術動向研究センターが運営する科学技術専門家ネットワークに参加する産・学・官の科学技術分野の研究者・技術者を専門調査員と称する。専門調査員の委嘱を受けた研究者・技術者は、インターネット上の科学技術専門家ネットワークのウェブサイトを通じて科学技術の動向に関する情報・見解を投稿し、科学技術動向研究センターはこれを収集、整理して、科学技術動向に関する調査研究を行う制度となっている。

## 国会における専門調査員
国会においては、現在国立国会図書館の調査及び立法考査局に置かれ、両議院の常任委員会が必要とする関連分野についての高度に専門的な調査を行うとされる職員の職名を専門調査員という。身分は特別職の国家公務員である国会職員である。専門調査員には一般職の国家公務員における局長級から局次長級と同水準の俸給表が適用されており、国会図書館生え抜きのベテラン調査員や、他省庁の局長級幹部職員、特命全権大使、大学教授などに任命の実績がある。
もともと国会における専門調査員は、1947年に制定された国会法において、アメリカ合衆国の常任委員会に置かれる調査スタッフをモデルとして各常任委員会に2名置かれたのが初めである。国会法においては、国会がこれまでの行政府主導の政治運営を国会議員主導に改める目的があったので、常任委員会の専門調査員にもが任命された。翌1948年に制定された国立国会図書館法にも専門調査員の設置規定が盛り込まれたが、常任委員会ごとに専門調査員が張りつけられた委員会とは違い、広汎な関連分野に任命できるものとされた。
その後、常任委員会の専門調査員は常任委員会専門員と改称され、専門調査員の職名は国会図書館にのみ残った。発足の経緯から、国立国会図書館の専門調査員と常任委員会の専門員は、現在も同等程度の待遇を与えられるものとされており、任命される者の傾向もおおむね一致している。